# Rennweg am Katschberg
Rennweg am Katschberg est une commune (Marktgemeinde) autrichienne du district de Spittal an der Drau en Carinthie.

## Géographie
Le territoire communal s'étend dans la haute vallée de la rivière Lieser au pied des Hohe Tauern à l'ouest et des Alpes de Gurktal à l'est. Au nord, le col du Katschberg donne accès au land de Salzbourg. 
Rennweg a une jonction directe à l'autoroute A10 (Tauern Autobahn). 

## Histoire
En 1007, la vallée reculée dans le duché de Carinthie a été offerte par Henri II, roi des Romains, aux évêques de Freising qui cédèrent le domaine à l'archidiocèse de Salzbourg peu de temps après. Le château de chaetze (Katsch) au sud fut mentionné pour la première fois dans un acte de l'archevêque Adalbert en 1197. Placé stratégiquement au-dessus de la route à travers le col du Katschberg, il fut la résidence des ministériels archiépiscopals. 
En 1605, la forteresse fut vendue par l'archevêque Wolf Dietrich de Raitenau aux seigneurs de la ville de Gmünd. La commune actuelle se constitua en 1850.